# Impatiens auriculata
Impatiens auriculata är en balsaminväxtart som beskrevs av Robert Wight. Impatiens auriculata ingår i släktet balsaminer, och familjen balsaminväxter. Inga underarter finns listade i Catalogue of Life.